# Географические названия Китая
Названия географических объектов в Китае в основном происходят от формантов китайского языка, наряду с ними имеются и топонимы, основанные на формантах из языков национальных меньшинств Китая. Китайская топонимия отличается рядом особенностей, обусловленных как экстралингвистическими, так и собственно лингвистическими факторами.

## Происхождение
Как отмечал американский исследователь географических названий Дж. Спенсер, «хотя китайские названия демонстрируют внутренние как культурные, так и географические воздействия, они почти никогда не демонстрируют, что подверглись культурному влиянию из других частей мира», что также характерно для топонимов китайского происхождения в Сингапуре.
Топонимы, имеющие в своей основе форманты тибетского, монгольского, уйгурского происхождения, а также форманты из языков других национальных меньшинств Китая фонетически транскрибируются на китайском языке.

## Структура топонимов в китайской грамматике
В китайском языке топонимы включают в себя идентификатор класса географического объекта. Идентификатор класса на китайском языке помещается в конце топонима. При этом названия озёр и гор могут записываться двояко: «X озеро»/ «Озеро X» и «X гора»/«гора X».
Названия некоторых горных хребтов, как, например Тянь-Шань, содержат формант -шань («горы»), поэтому «Тянь-Шань» буквально переводится как «Небесные горы».

## Список классов географических названий
R = русский, C = китайский, P = пиньинь
| Категория                               | Класс (R)                   | Класс (C)        | Класс (P) | Пример (R)                          | Пример (P)                  |
| --------------------------------------- | --------------------------- | ---------------- | --------- | ----------------------------------- | --------------------------- |
| Административно-территориальная единица | Автономный район            | 自治区           | Zìzhìqū   | Тибетский автономный район          | Xīzàng Zìzhìqū              |
| Административно-территориальная единица | Провинция                   | 省               | Shěng     | провинция Хэбэй                     | Héběi Shěng                 |
| Административно-территориальная единица | Уезд                        | 县 / 縣          | -xian     | уезд Шэсянь                         | Shè Xiàn                    |
| Административно-территориальная единица | Историческая провинция      | 州               | -zhou     | Гуйчжоу                             |                             |
| Административно-территориальная единица | Автономный уезд             | 自治县           | Zìzhìxiàn | Дачан-Хуэйский автономный уезд      |                             |
| Административно-территориальная единица | Город                       | 市               | Shì       | город Чэнду                         | Chéngdū Shì                 |
| Административно-территориальная единица | Район городского подчинения | 区               | Qū        | Район городского подчинения Биньчэн | Bīnchéng Qū                 |
| Административно-территориальная единица | Аймак                       | 盟               | Méng      | Аймак Алашань                       | Ālāshàn Méng                |
| Административно-территориальная единица | Хошун                       | 自治旗           | Zìzhìqí   | Эвенкийский автономный хошун        | Èwēnkèzú Zìzhìqí            |
| Форма рельефа                           | Горный массив               | 山脉             |           | Горы Айляошань                      | Āiláo Shān                  |
| Форма рельефа                           | Гора                        | 山               | Shān      | Гора Тяньмушань                     | Tiānmù Shān                 |
| Форма рельефа                           | Пик                         | 峰               | Feng      |                                     |                             |
| Форма рельефа                           | Остров                      | 岛               | Dǎo       | остров Люгундао                     | Liúgōng Dǎo                 |
| Форма рельефа                           | Плато                       | 草原             | Cǎoyuán   | Плато Башан                         | Bàshàng Cǎoyuán             |
| Форма рельефа                           | Полуостров                  | 半岛             | bàn dǎo   | Шаньдунский полуостров              | Shāndōng bàn dǎo            |
| Форма рельефа                           | Долина                      | 沟 (formally 峡) |           | Insukati Valley                     |                             |
| Форма рельефа                           | Перевал                     | 关               | Guān      | Перевал Куньлунь                    | Kūnlún Guān                 |
| Форма рельефа                           | Пустыня                     | 沙漠             | Shāmò     | Пустыня Такла-Макан                 | Tǎkèlāmǎgān Shāmò           |
| Форма рельефа                           | Каньон                      | 峡               | Xiá       | Ущелье У                            | Wū Xiá                      |
| Форма рельефа                           | Впадина                     | 盆地             | Péndì     | Таримская впадина                   | Tǎlǐmù Péndì                |
| Форма рельефа                           | Пещера                      | 洞               | Dòng      | Пещера Сяньжэнь                     | Xiānrén Dòng                |
| Форма рельефа                           | Равнина                     | 平原             | Píngyuán  | Равнина Чэнду                       | Chéngdū Píngyuán            |
| Форма рельефа                           | Скала                       | 磯/矶            | Jī        | Скала Яньцзы                        | Yànzi Jī                    |
| Водный объект                           | Ледник                      | 冰川             | bīnchuān  | Ледник Минъюн                       |                             |
| Водный объект                           | Родник                      | 泉               | Quán      | Источник Баймай                     | Bǎi Mài Quán                |
| Водный объект                           | Водопад                     | 瀑布             | Pù Bù     | Водопад Хукоу                       | Hǔ Kǒu Pù Bù                |
| Водный объект                           | Река                        | 河               | Hé        | Река Хуайхэ                         | Huái Hé                     |
| Водный объект                           | Река                        | 江               | Jiāng     | Река Янцзы                          | Yangtze River (Cháng Jiāng) |
| Водный объект                           | Озеро                       | 湖               | Hú        | Озеро Айдынкёль                     | Àidīng Hú                   |
| Водный объект                           | Море, залив                 | 海               | Hǎi       | Залив Бохайвань                     | Bó Hăi                      |
| Водный объект                           | Бухта                       | 灣               | Wān       | Залив Даляньвань                    | Dàlián Wān                  |
| Водный объект                           | Пролив                      | 海峡             | hǎixiá    | Тайваньский пролив                  |                             |
| Водный объект                           | Водохранилище               | 水库             | Shuǐkù    | Водохранилище Цзянкоу               | Jiāngkǒu Shuǐkù             |
| Водный объект                           | Гавань                      | 港               | Gang      | Сянган                              | Xiānggǎng                   |

## Стороны света
У китайцев принято считать пять направлений:
- Восток: 东, «Дун» — например, Гуандун (广东), «Восточная часть пространства»;
- Запад: 西, «Си» — например, Сиань (西安), «Западный спокойный район»;
- Юг: 南, «Нань» — например, Хайнань (海南), «Юг моря»;
- Север: 北, «Бэй» — например, Бэйцзин (北京), «Северная столица»;
- Центральное/Среднее: 中, «Чжун» — например, Ханьчжун (汉中), «среднее течение реки Ханьшуй».

Понятия инь и ян (阴 и 阳) из древней китайской философии также оставили след в формировании китайской топонимии. Так, например, городской округ Лоян, расположен на северном берегу реки Ло, городской округ Ханьян расположен на северном берегу реки Ханьцзян, а уезд Ханьинь — на её южном берегу. Однако, если топонимы с формантами -инь и -ян происходят от названий гор, эти позиции меняются на противоположные: сторона «ян» — это южная сторона горы, а сторона «инь» — северная.